# Аркеј (бог)
Аркеј (понекад зван Арк‘Еј) је бог сахрана, ритуала, и понекад је повезан са годишњим добима. То је бог који припада Деветорици, боговима расе Империјала у серијалу игара Елдер Скролс компаније Бетезда Софтворкс. Сматра се да је Акатош, бог времена, његов отац. 

## Живот Аркеја
Иако је Аркеј бог, није постојао за време стварања Нирна. Легенда каже да је Аркеј некада био обичан трговац са страшћу за знањем, како је записано у књизи „Арк‘Еј, бог Рођења и Смрти“. Једног дана нашао је књигу написану на неком чудном језику и провео године проучавајући је, полако заборављајући све око себе. Аркеј је схватио да књига објашњава саме живот и смрт, али, и он је лично био на самрти. Имао је неизлечиву кугу. Молећи се Мари, тражио је више времена да проучи књигу. Мара му је дала избор: да умре сада, или да постане бог вечности, задужен за очување баланса смрти и живота у универзуму.

## Следбеници
Верници Аркеја забрањују некроманију и проклињу некроманте. Једно време постојао је и ‘Ред Златне Руке’, група верника Аркеја који су ловили некроманте, убијали их, рушили светилишта и спаљивали склоништа њихових група. Такође су непријатељи свих врста мртваца - костура, зомбија, некроманата - лешева, вампира... Ред Аркеја је група следбеника Аркеја који су се заклели да ће лечити болесне, помагати и благосиљати људе у храмовима Аркеја. У ‘Дегерфалу’, Ред Аркеја има храмове у Сентинелу, Илесијанским Брдима, планинама Змајев Реп и само 1 храм у Орсинијуму.